# Madame Ranson au chat
Madame Ranson au chat – ou Portrait de Madame Ranson au chat – est un tableau réalisé par le peintre français Maurice Denis vers 1892. Cette huile sur toile de format vertical est un portrait japonesque de France Ranson, l'épouse de son confrère Paul-Élie Ranson, que l'artiste figure ici assise à une table une tasse de thé à la main, un chat se frottant contre le bas de sa robe verte. Depuis une donation en 1976, l'œuvre est conservée au musée départemental Maurice-Denis, à Saint-Germain-en-Laye, dans les Yvelines.